# Marx Michael Kohn
Marx Michael Kohn (geboren 1826 in Kleinerdlingen, Königreich Bayern; gestorben am 26. Februar 1888 ebenda) war ein deutscher Rabbiner in Kleinerdlingen. Er stammte von der in Süddeutschland ansässigen Rabbinerfamilie Kohn-Rappoport ab.

## Leben
Er wurde als Sohn von Isaak Kohn geboren. Er erhielt talmudischen Unterricht bei Abraham Wechsler in Schwabach und bei Meyer Feuchtwang in Öttingen. Er wurde von Meyer Feuchtwang und David Weiskopf in Wallerstein, dessen Tochter Judith er heiratete, ordiniert.
Seit etwa 1855 übte Kohn inoffiziell Rabbinerfunktionen in Kleinerdlingen aus. Am 9. März 1882 wurde er zum Nachfolger David Weiskopfs gewählt. Am 16. September 1882 erhielt er aus München den Dispens von den gesetzlich vorgeschriebenen akademischen Studien und wurde damit auch amtlich als Bezirksrabbiner in Kleinerdlingen anerkannt. Er war von 1882 bis 1888 der letzte Distriktsrabbiner von Wallerstein. Nach seinem Tode wurde das Amt nicht wieder besetzt.
Seine Witwe starb 1917 in Ansbach.
Sein Sohn Pinchas Kohn war der letzte Rabbiner in Ansbach sowie Direktor der  World Agudath Israel.